# Дуар-Гішер
Дуар-Гішер (араб. دوار هيشر) — місто в Тунісі. Входить до складу вілаєту Мануба. Станом на 2004 рік тут проживало 75 855 осіб.